# Гесер (город)
Гесер (дат. Gedser) — город на южной оконечности датского острова Фальстер в коммуне Гульборгсунн, относится к региону Зеландия. Является самым южным городом Дании. Население города по состоянию на 2014 год составило около 768 человек. Это важный портовой город на берегу Балтийского моря. Город сосредоточен вокруг одной улицы Ланггеде, на которой расположены церковь, железнодорожная станция, магазин, водонапорная башня и т. д.
В городе также есть пристань и рыбный рынок. Город имеет паромное сообщение с Ростоком (ранее с Варнемюнде). В Гесере находится Гесерская водонапорная башня (в настоящее время музей) и геологический музей, экспозиция которого включает янтарь, окаменелости и различные минералы.
Город расположен в 24 км от Нюкёбинга, в 49 км от Марибо, в 54 км от Вордингборга, в 146 км от Копенгагена и в 521 км от самого северного города Дании, Скагена.

## История
Название «Гесер», как полагают, произошло от древнего датского слова getir, что означает «козий пастух» или «легкомысленный».
Осенью 1872 года Гесер, как и вся южная оконечность острова Фальстер, пострадал от сильного шторма. Из-за шторма погибло около 28 человек. На кладбище в Гедесби, деревушке к югу от Гесера, стоит памятник погибшим. Впоследствии жители построили 16-километровую дамбу вдоль пляжа Марилюст (дат. Marielyst) как защитное гидросооружение.

## Галерея

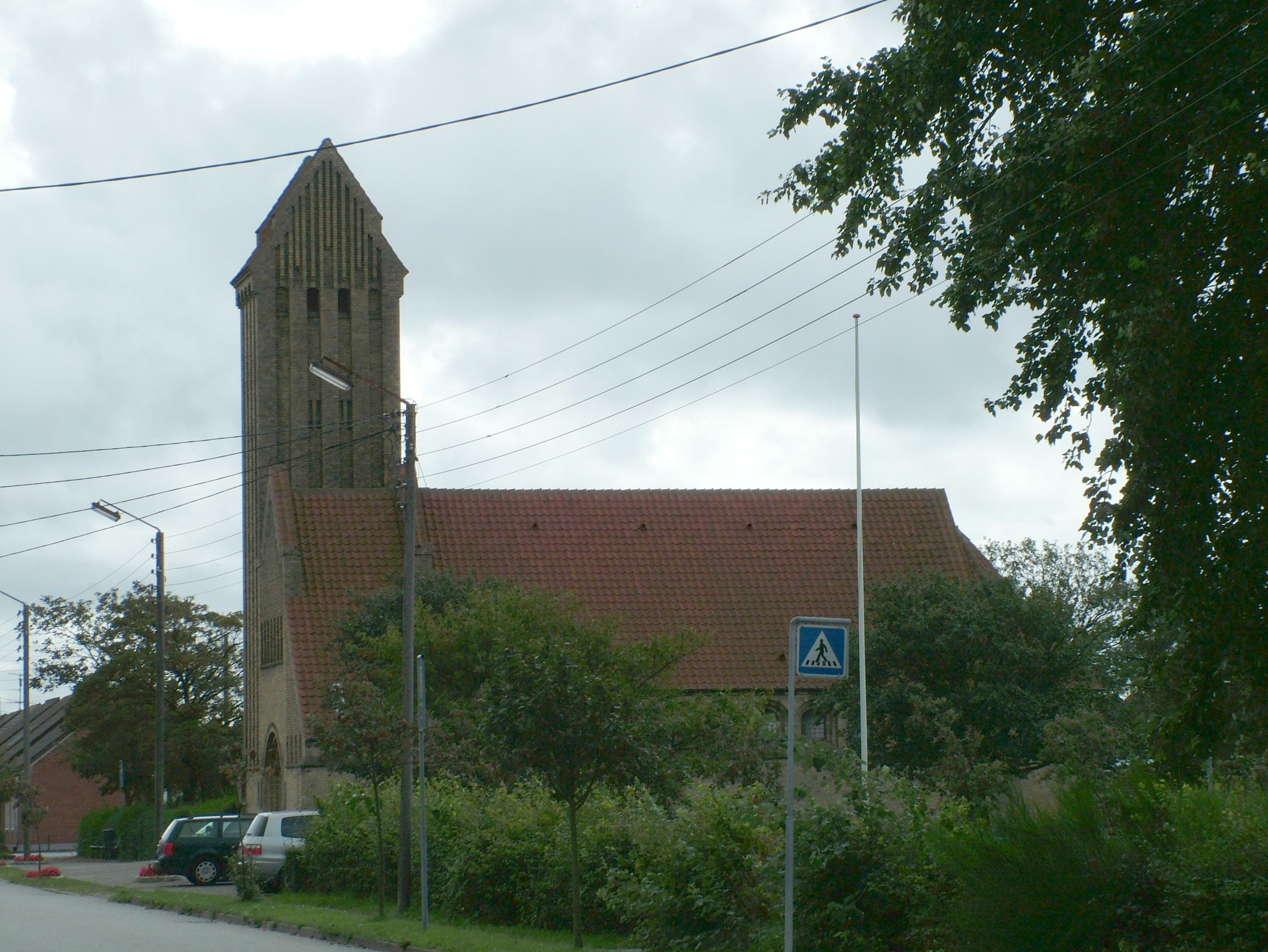
Гесерская Церковь
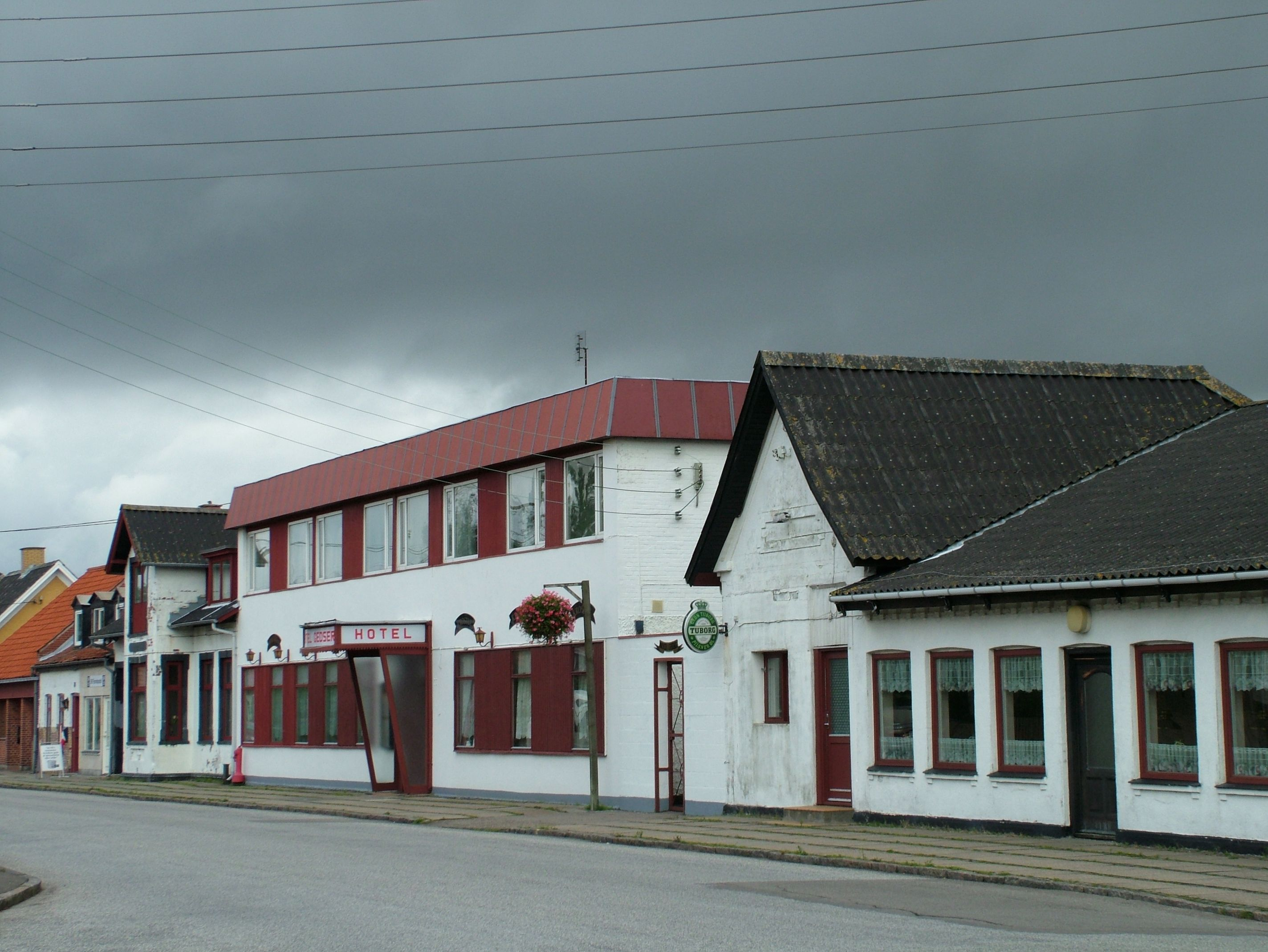
Главная улица
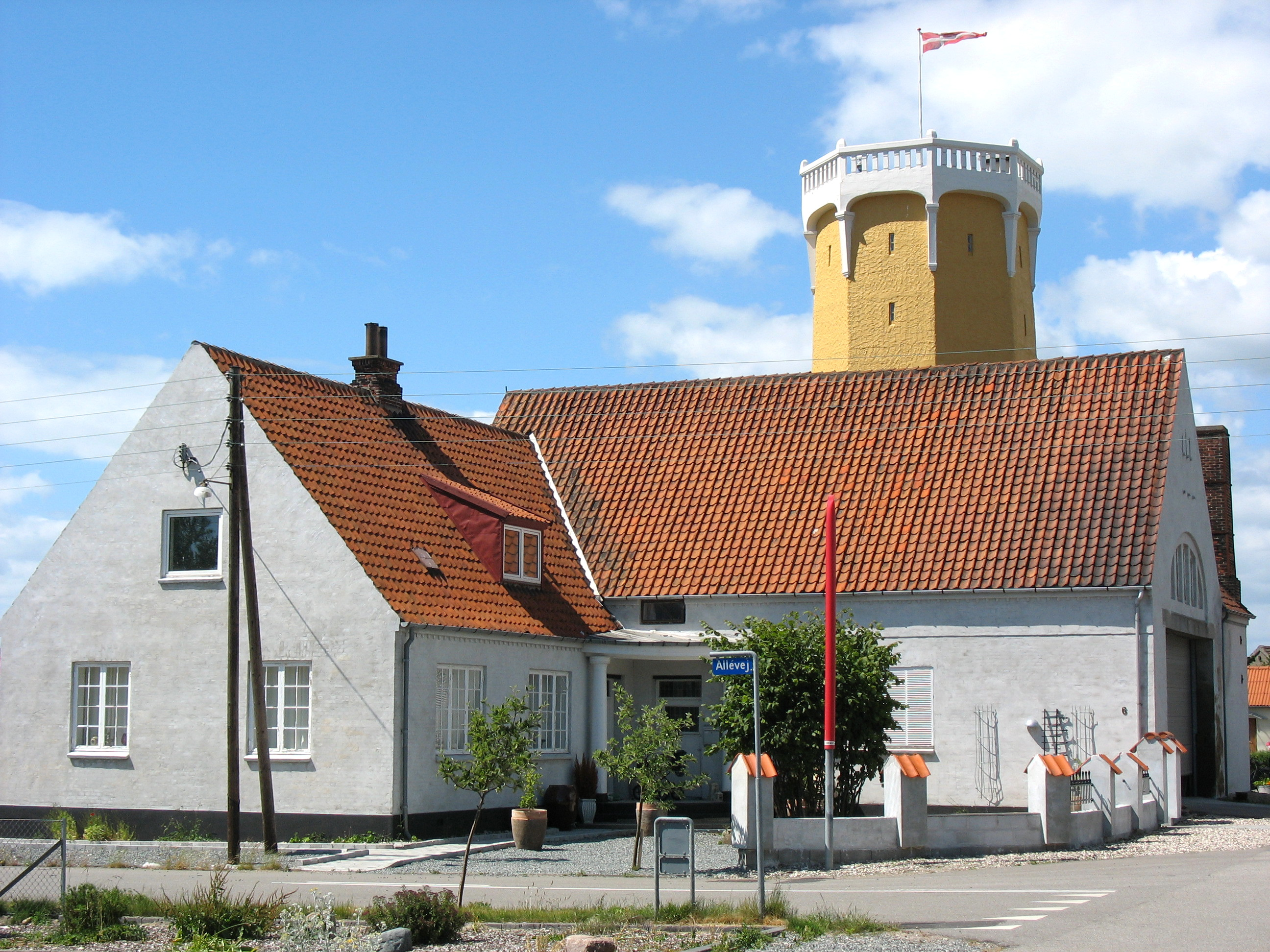
Водонапорная башня
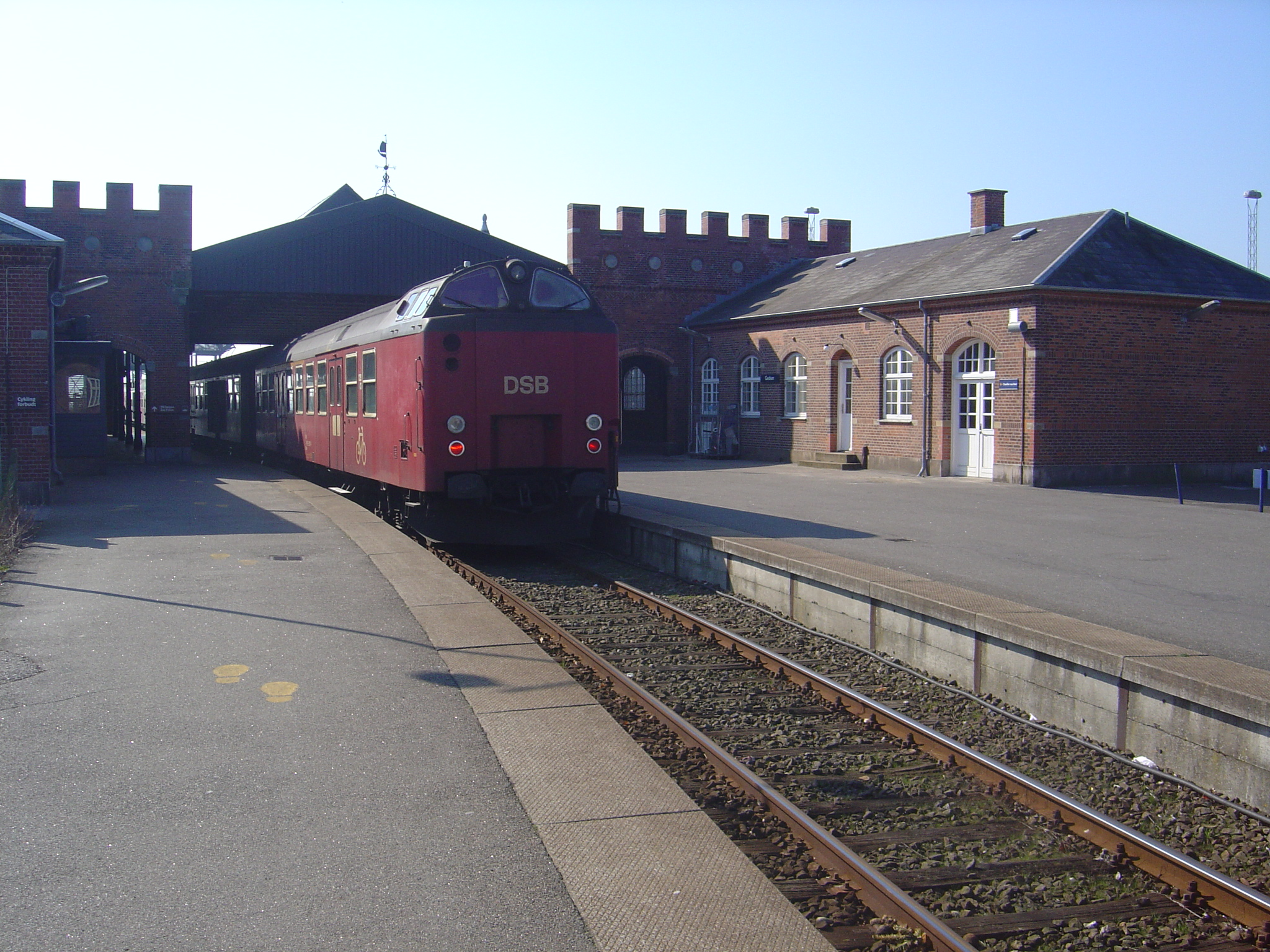
Железнодорожная станция
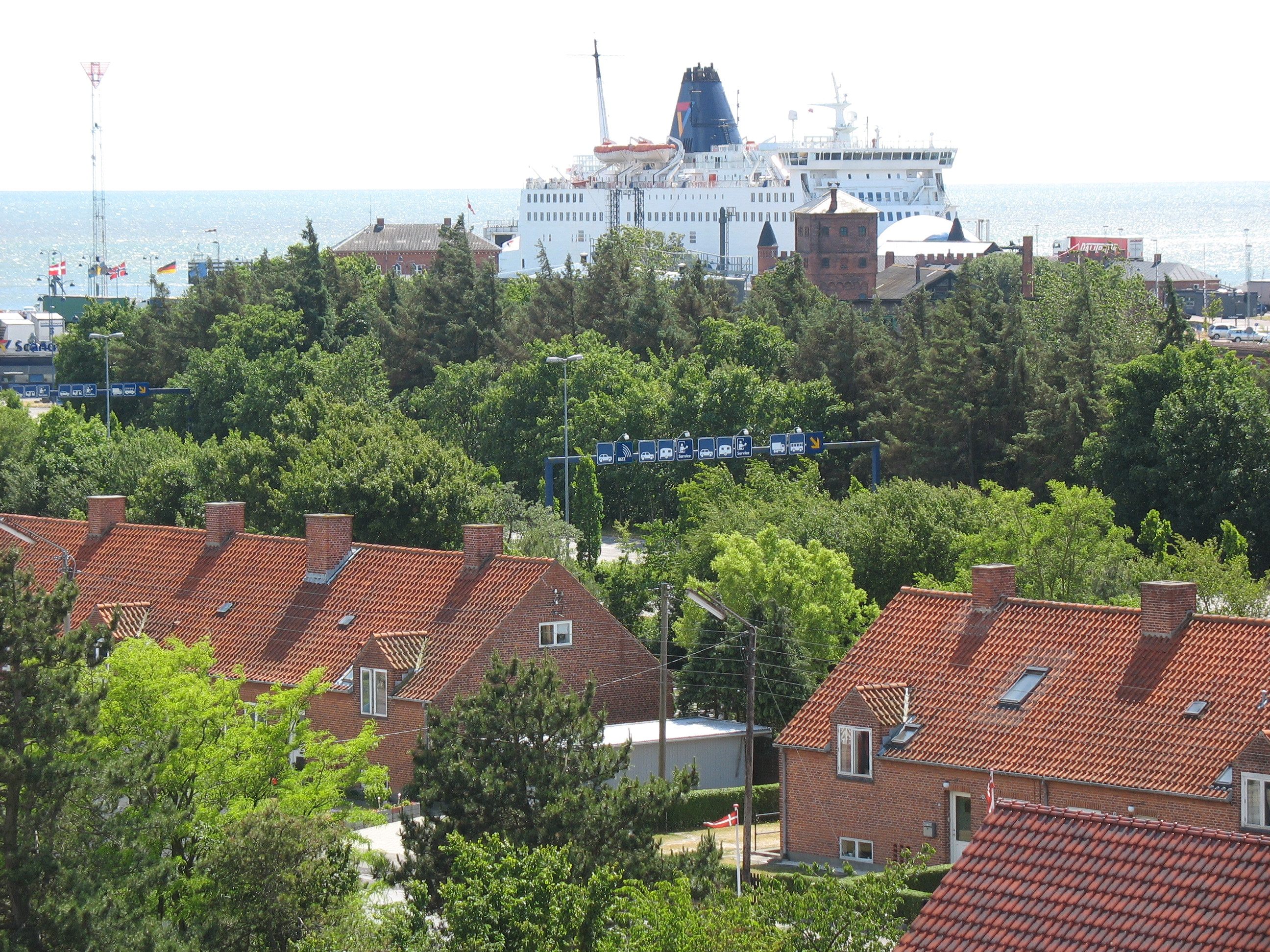
Панорама